# Allan Cavan
Allan Cavan (* 25. März 1880 in Concord, Kalifornien; † 19. Januar 1941 in Hollywood, Kalifornien) war ein US-amerikanischer Schauspieler.

## Leben
Allan Cavan wurde 1880 in Concord im US-Bundesstaat Kalifornien geboren.
Cavan war der Sohn von Averila Cavan und er hatte einen Bruder, Carl. Er begann 1916 mit der Arbeit an Filmen bei Sam Goldwyn Studios und arbeitete später für Warner Bros. Von 1917 bis 1940 trat er in mehr als 160 Filmen auf.
Cavan starb am 19. Januar 1941 im Alter von 60 Jahren im Cedars of Lebanon Hospital.

## Filmografie
- 1917: The Scarlet Car
- 1924: Big Business
- 1924: Leave It to Gerry
- 1924: The Mysterious Mystery!
- 1926: Thundering Fleas
- 1927: London After Midnight
- 1929: The Million Dollar Collar
- 1929: The Donovan Affair
- 1929: Painted Faces
- 1929: Saturday’s Lesson
- 1929: Der Kampf um die Macht (The Mighty)
- 1930: Die kleinen Strolche: Pups Is Pups (Pups Is Pups)
- 1930: Das Geheimnis des Ingenieurs Nelson (Shadow of the Law)
- 1931: No Limit
- 1931: Dishonored
- 1931: New Adventures of Get Rich Quick Wallingford
- 1933: The Intruder
- 1934: Transatlantic Merry-Go-Round
- 1934: Badge of Honor
- 1934: Sequoia – Herrin der Wildnis (Sequoia)
- 1935: Laurel und Hardy: Zum Nachtisch weiche Birne (Thicker than Water)
- 1935: The Adventures of Rex and Rinty
- 1935: Red Salute
- 1935: Hong Kong Nights
- 1935: Streamline Express
- 1935: Men of the Hour
- 1935: Flammende Grenze (The New Frontier)
- 1936: Hearts in Bondage
- 1936: Code of the Range
- 1936: Lady von Californien (Rebellion)
- 1937: Jail Bait
- 1937: Waffenschmuggel in Louisiana (Old Louisiana)
- 1938: Two Gun Justice
- 1938: Paroled from the Big House
- 1938: Brother Rat
- 1939: In Old Montana